# 合肥新桥机场S1线
合肥新桥机场S1线是连接中华人民共和国安徽省合肥市和淮南市寿县的一条市域轨道交通线路，线路识别色为 明茶褐 。全线长约47.5公里，其中地下段23公里，高架线及过渡段24.5公里。其中，合肥段预计2025年底通车。

## 建设历史
2020年10月，第一次环评公示，工程起于寿县蜀山产业园站，止于广东路站。11月，站位规划已经向市民公布，同月，合肥新桥机场S1线（新桥机场至新桥产业园段）市域铁路工程勘察监理及施工图强审项目招标公告发布，同月合肥新桥机场S1线工程环境影响报告书（征求意见稿）发布。12月，《合肥新桥机场S1线工程环境影响报告书》受理公示发布。同月，合肥市新桥机场S1线工程建设项目职业病危害评价发布。同月，合肥市新桥机场S1线土建工程第三方见证检测1标段招标公告发布。
2021年8月，该线对征迁江南书苑、天鹅花园小区环境改造进行招标。
2021年10月25日，该线和合肥轨道交通7号线换乘站徽富路站项目燃气管道迁改完成。
2021年10月，记者从合肥轨道交通集团获悉，《合肥新桥机场S1线工程环境影响报告书》（征求意见稿）已正式对外公示。
2021年12月，该线初步设计获安徽省发改委批准。
2021年12月30日，合肥新桥机场S1线先行段工程全线桩基施工正式开始。
2022年7月，因合肥新桥机场S1线项目需征收农民集体所有土地，淮南市人民政府发布征收土地预公告。
2022年10月，寿县段正式开工

## 车站一览
| 合肥轨道交通S1号线 |            |          |        |              |          |
| 阶段               | 站名       | 换乘路线 | 行政区 | 车站形式     | 开门方向 |
| 寿县段             | 蜀山产业园 |          | 寿县   | 地面高架岛式 |          |
| 寿县段             | 新桥大道   |          | 寿县   | 地面高架岛式 |          |
| 合肥段             | T1航站楼   |          | 长丰县 | 地下二层岛式 |          |
| 合肥段             | T2航站楼   |          | 长丰县 | 地下二层岛式 |          |
| 合肥段             | 机场工作区 |          | 长丰县 | 地下二层岛式 |          |
| 合肥段             | 航空产业园 |          | 长丰县 | 地下二层岛式 |          |
| 合肥段             | 国际小镇   |          | 长丰县 | 地下二层岛式 |          |
| 合肥段             | 科学中心   |          | 长丰县 | 地面高架岛式 |          |
| 合肥段             | 岗集       |          | 长丰县 | 地面高架侧式 |          |
| 合肥段             | 四里河路   |          | 庐阳区 | 地下二层岛式 |          |
| 合肥段             | 固镇路     |          | 庐阳区 | 地下二层岛式 |          |
| 合肥段             | 合肥西站   | █ 3号线  | 蜀山区 | 地下三层岛式 |          |
| 合肥段             | 史河路     |          | 蜀山区 | 地下二层岛式 |          |
| 合肥段             | 五里墩     | █ 2号线  | 蜀山区 | 地下三层岛式 |          |